# 鮑隆
| 姓名         | 鮑隆または鮑龍 |
| 出身地       | 荊州桂陽郡?    |
| 職官         | 管軍校尉       |
| 陣営・所属等 | 趙範           |
| 家族・一族   | -              |

鮑 隆（ほう りゅう）は、中国の通俗歴史小説『三国志演義』に登場する架空の武将。一部の書籍では「鮑龍」と表記されることもある。
後漢末期の桂陽太守趙範に仕える管軍校尉として登場する。同僚の陳応と共に元・猟師で、鮑隆は2頭の虎を射殺したことがある（吉川英治の小説『三国志』では、虎を生け捕りにしたとある）。
劉備の部将趙雲が桂陽に進攻してきて、これを迎え撃った陳応が趙雲に敗れると、趙範は降伏する。しかし、趙範が自らの兄嫁を趙雲の妻に薦めたところ、趙雲は怒ってその不義を咎め、趙範を殴りつける。これを恨んだ趙範は、陳応・鮑隆を慰問と称して派遣、趙雲を暗殺しようとするが、そこで酒を勧められて眠ってしまったところを2人は捕らえられ、部下が趙雲暗殺について暴露してしまう。鮑隆は陳応と共に斬首され、趙範も捕えられてしまう。